# Stefan Sagel
Stefan Felix Sagel (Amsterdam, 24 april 1973) is een Nederlands jurist gespecialiseerd in het arbeidsrecht.
Sagel groeide op in Amsterdam en bracht zijn middelbareschooltijd door aan het Vossius Gymnasium, waar hij in 1991 eindexamen deed. Hij studeerde rechten aan de Universiteit Leiden, waar hij in 1997 cum laude afstudeerde in het civiel recht. Tijdens zijn studie werd hij lid van Mordenate College, de studievereniging voor excellente rechtenstudenten opgericht door Hein Schermers. Via Mordenate studeerde hij een semester aan Sciences Po te Parijs en na zijn afstuderen nog een jaar aan de Universiteit van Oxford, waar hij de graad Magister Juris in het Europees en vergelijkend recht behaalde. In 1999 trad hij in dienst als advocaat bij De Brauw Blackstone Westbroek te Amsterdam, waar hij zich specialiseerde in het arbeidsrecht en de cassatiepraktijk in civiele en arbeidsrechtelijke zaken. Per 1 januari 2007 werd hij partner (vennoot) van het kantoor.
Op 30 mei 2013 promoveerde Sagel aan de Universiteit Leiden op het proefschrift Het ontslag op staande voet; promotor was Guus Heerma van Voss. Het jaar daarop, 2014, werd hij benoemd tot hoogleraar aan de Universiteit Leiden. Hij hield zijn oratie, getiteld Werk en zekerheid: ontslagrecht doen in tijden van hard and fast rules, op 5 september dat jaar. Sagel is medewerker van het Nederlands Juristenblad en raadsheer-plaatsvervanger bij het Gerechtshof Den Haag. Hij heeft ook een collegereeks over arbeidsrecht opgenomen voor de Universiteit van Nederland.